# Coupe de Russie 1999
Navigation
Édition précédente Édition suivante
La Coupe de Russie est une compétition internationale de patinage artistique qui se déroule en Russie au cours de l'automne. Elle accueille des patineurs amateurs de niveau senior dans quatre catégories: simple messieurs, simple dames, couple artistique et danse sur glace.
La quatrième Coupe de Russie est organisée du 24 au 28 novembre 1999 au complexe sportif et scénique de Saint-Pétersbourg. Elle est la cinquième compétition du Grand Prix ISU senior de la saison 1999/2000.

## Résultats

### Messieurs
| Rang    | Nom               | Pays       | Points | Prog. court | Prog. libre |
| ------- | ----------------- | ---------- | ------ | ----------- | ----------- |
| 1       | Evgeni Plushenko  | Russie     | 1.5    | 1           | 1           |
| 2       | Aleksandr Abt     | Russie     | 3.0    | 2           | 2           |
| 3       | Guo Zhengxin      | Chine      | 4.5    | 3           | 3           |
| 4       | Andrejs Vlascenko | Allemagne  | 6.0    | 4           | 4           |
| 5       | Ivan Dinev        | Bulgarie   | 7.5    | 5           | 5           |
| 6       | Trifun Živanović  | États-Unis | 9.0    | 6           | 6           |
| 7       | Thierry Cérez     | France     | 11.5   | 9           | 7           |
| 8       | Ilia Klimkin      | Russie     | 12.0   | 8           | 8           |
| 9       | Szabolcs Vidrai   | Hongrie    | 13.5   | 7           | 10          |
| 10      | Makoto Okazaki    | Japon      | 14.0   | 10          | 9           |
| Forfait | Emanuel Sandhu    | Canada     |        |             |             |

### Dames
| Rang | Nom              | Pays       | Points | Prog. court | Prog. libre |
| ---- | ---------------- | ---------- | ------ | ----------- | ----------- |
| 1    | Irina Sloutskaïa | Russie     | 1.5    | 1           | 1           |
| 2    | Julia Soldatova  | Russie     | 3.0    | 2           | 2           |
| 3    | Ielena Sokolova  | Russie     | 5.0    | 4           | 3           |
| 4    | Angela Nikodinov | États-Unis | 5.5    | 3           | 4           |
| 5    | Diána Póth       | Hongrie    | 8.0    | 6           | 5           |
| 6    | Lucinda Ruh      | Suisse     | 8.5    | 5           | 6           |
| 7    | Nadine Gosselin  | Canada     | 11.5   | 9           | 7           |
| 8    | Yuka Kanazawa    | Japon      | 12.0   | 8           | 8           |
| 9    | Silvia Fontana   | Italie     | 12.5   | 7           | 9           |

### Couples
| Rang    | Nom                                  | Pays               | Points | Prog. court | Prog. libre |
| ------- | ------------------------------------ | ------------------ | ------ | ----------- | ----------- |
| 1       | Maria Petrova / Aleksey Tikhonov     | Russie             | 2.0    | 2           | 1           |
| 2       | Xue Shen / Hongbo Zhao               | Chine              | 2.5    | 1           | 2           |
| 3       | Tatiana Totmianina / Maksim Marinin  | Russie             | 5.0    | 4           | 3           |
| 4       | Aljona Savchenko / Stanislav Morozov | Ukraine            | 5.5    | 3           | 4           |
| 5       | Pang Qing / Tong Jian                | Chine              | 7.5    | 5           | 5           |
| 6       | Kateřina Beránková / Otto Dlabola    | République tchèque | 9.0    | 6           | 6           |
| Abandon | Tiffany Stiegler / Johnnie Stiegler  | États-Unis         |        | 7           |             |
| Forfait | Jamie Salé / David Pelletier         | Canada             |        |             |             |

### Danse sur glace
| Rang    | Nom                                     | Pays               | Points | Danse imposée | Danse originale | Danse libre |
| ------- | --------------------------------------- | ------------------ | ------ | ------------- | --------------- | ----------- |
| 1       | Barbara Fusar-Poli / Maurizio Margaglio | Italie             | 2.0    | 1             | 1               | 1           |
| 2       | Shae-Lynn Bourne / Victor Kraatz        | Canada             | 4.0    | 2             | 2               | 2           |
| 3       | Sylwia Nowak / Sebastian Kolasiński     | Pologne            | 6.0    | 3             | 3               | 3           |
| 4       | Anna Semenovich / Roman Kostomarov      | Russie             | 8.4    | 5             | 4               | 4           |
| 5       | Marie-France Dubreuil / Patrice Lauzon  | Canada             | 9.6    | 4             | 5               | 5           |
| 6       | Alia Ouabdesselam / Benjamin Delmas     | France             | 12.6   | 6             | 7               | 6           |
| 7       | Oksana Potdykova / Denis Petukhov       | Russie             | 13.4   | 7             | 6               | 7           |
| 8       | Charlotte Clemens / Gary Shortland      | Royaume-Uni        | 16.0   | 8             | 8               | 8           |
| 9       | Stephanie Rauer / Thomas Rauer          | Allemagne          | 18.0   | 9             | 9               | 9           |
| 10      | Kateřina Kovalová / David Szurman       | République tchèque | 20.4   | 11            | 10              | 10          |
| Abandon | Angelika Fuhring / Bruno Ellinger       | Autriche           |        | 10            | 11              |             |

## Sources
- (en) Résultats de la Coupe de Russie 1999 sur le site de l'International Skating Union
- Patinage Magazine N°70 (Janvier 2000)